# Ennak
Ennak (auch: Enok Island, Nakku-tō) ist eine winzige Insel des Ailinglaplap-Atolls in der Ralik-Kette im ozeanischen Staat der Marshallinseln (RMI). Das Motu trägt teilweise den gleichen Namen wie ein anderes Motu im selben Atoll: Ennak (Ailinglaplap).

## Geographie
Das Motu liegt im Nordsaum des Riffs zwischen Bikar und einem unbenannten Motu, sowie Unitaa.

## Klima
Das Klima ist tropisch heiß, wird jedoch von ständig wehenden Winden gemäßigt. Ebenso wie die anderen Orte der Ailinglaplap-Gruppe wird Ennak gelegentlich von Zyklonen heimgesucht.